# Ныгчеквеем (приток Анадыря)
Ныгчеквеем (также Ничеквеем, в верховьях — Правый Ныгчеквеем) — река в России, протекающая по Анадырскому району Чукотского автономного округа, левый приток Анадыря. Длина реки — 210 км, площадь водосборного бассейна — 1460 км².
Исток реки находится на Щучьем хребте, к югу от горы Щучья, на высоте более 500 м над уровнем моря. В верховьях огибает с севера безымянную гору высотой 656 м и устремляется на юго-восток. Выйдя на Парапольско-Бельскую низменность, принимает главный приток, реку Левый Ныгчеквеем, и устремляется на восток, а затем — на северо-восток. На равнине река заметно расширяется, начинает меандрировать. В нижнем течении множество небольших озёр и стариц в долине реки. Поселения на берегах отсутствуют. Перед устьем река разделяется на многочисленные протоки, некоторые из них соединяют Ныгчеквеем с рекой Убиенкой. Впадает в Анадырь по левому берегу на отметке менее 13 м над уровнем моря в 419 км от его устья, выше впадения Убиенки. 
Основной приток — река Левый Ныгчеквеем длиной 88 км.

## Данные водного реестра
По данным государственного водного реестра России и геоинформационной системы водохозяйственного районирования территории РФ, подготовленной Федеральным агентством водных ресурсов:
- Бассейновый округ — Анадыро-Колымский
- Речной бассейн — Анадырь
- Речной подбассейн — нет
- Водохозяйственный участок — Анадырь от истока до впадения реки Майн
- Код водного объекта — 19050000112119000109376